# Hymenoptila lanzarotensis
Hymenoptila lanzarotensis är en insektsart som beskrevs av Kevan, D.K.M. och Hsiung 1992. Hymenoptila lanzarotensis ingår i släktet Hymenoptila och familjen syrsor. IUCN kategoriserar arten globalt som sårbar. Inga underarter finns listade i Catalogue of Life.